# Stig Pettersson
Pour les articles homonymes, voir Pettersson.
Stig Pettersson (né le 26 mars 1935 à Stockholm) est un athlète suédois spécialiste du saut en hauteur. 

## Carrière

### Palmarès
| Année | Compétition           | Lieu      | Résultat | Performance |
| ----- | --------------------- | --------- | -------- | ----------- |
| 1956  | Jeux olympiques       | Melbourne | 4e       | 2,06 m      |
| 1958  | Championnats d’Europe | Stockholm | 3e       | 2,10 m      |
| 1960  | Jeux olympiques       | Rome      | 5e       | 2,09 m      |
| 1962  | Championnats d’Europe | Belgrade  | 2e       | 2,13 m      |
| 1964  | Jeux olympiques       | Tokyo     | 4e       | 2,14 m      |